# Anjos do Inferno
Anjos do Inferno (litt. « Anges de l'enfer ») est un groupe de samba et marchinha de carnaval brésilien actif des années 1930 aux années 1960.
Le groupe est créé en 1934 par le chanteur et compositeur Oto Alvez Borges, avec une formation initiale composée d'Antônio Barbosa au pandeiro, Moacir Bittencourt et Felipe Brasil au violão, José Barbosa à la guitare ténor et Milton Campos, au « piston nasal » (une sorte de trompette nasale), étant le premier musicien à se consacrer à cette spécialité au Brésil.
Le groupe est considéré par la plupart des critiques comme l'un des groupes vocaux ayant sorti les chansons de plus grande qualité, plus tard qualifiées de classiques de la musique populaire brésilienne,. 
Au total, ils ont enregistré 86 disques pour Columbia, Continental (pt), Copacabana (pt) et RCA Victor.

## Membres

### Membres fondateurs
Selon le Dicionário Cravo Albin da Música Popular Brasileira, les membres formateurs sont :
- Antônio Barbosa (1934 - 1938)
- José Barbosa (1934 - 1938)
- Milton Campos (1934 - 1938)
- Oto Alves Borges (1934 - 1936)
- Filipe Brasil (1934 - 1942)
- Moacir Bittencourt (1934 - 1942)

### Anciens membres
- Léo Vilar (1936 - 1957 ; 1959 - 1970)
- Alberto Paz (1938 - 1942)
- Aluísio Ferreira (1938 - 1948 ; 1967 - 1970)
- Harry Vasco de Almeida (1938 - 1948 ; 1967 - 1970)
- Roberto Medeiros (1942 - 1948 ; 1967 - 1970)
- Walter Pinheiro (1942 - 1948 ; 1967 - 1970)
- Hélio Verri (1942 - 1946)
- Renato Batista (1942)
- Russinho (1946 - 1948 ; 1967 - 1970)
- Chicão (1948 - 1957)
- Miltinho (1948 - 1957)
- Nanai (1948 - 1957)
- Gaúcho (1959 - 1967)
- Miguel Ângelo (1959 - 1967)
- Paulo César (1959 - 1967)

## Plus grands succès
- Bahia, Oi!… Bahia, Augusto Mesquita et Vicente Paiva (1940)
- Helena, Helena, Antônio Almeida et Costantino Silva (1940)
- Brasil Pandeiro, Assis Valente (1941)
- Já Que Está, Deixa Ficar, Assis Valente (1941)
- Requebre Que Eu Dou Um Doce, Dorival Caymmi (1941)
- Você Já Foi à Bahia?, Dorival Caymmi (1941)
- Xô, Xô!, Antônio Almeida et Ciro de Souza (1941)
- Vatapá, Dorival Caymmi (1942)
- Nêga do Cabelo Duro, David Nasser et Rubens Soares (1942)
- Nós, os Carecas, Arlindo Marques Jr. et Roberto Martins (1942)
- Rosa Morena, Dorival Caymmi (1942)
- Sereno, Antônio Almeida (1943)
- Vestido de Bolero, Dorival Caymmi (1944)
- Acontece Que Eu Sou Baiano, Dorival Caymmi (1944)
- Bolinha de Papel, Geraldo Pereira (1945)
- Doralice, Antônio Almeida et Dorival Caymmi (1945)
- Cordão dos Puxa-Sacos, Eratóstenes Frazão et Roberto Martins (1946)
- Boogie-woogie na favela, Denis Brean (1947)
- Dora, Dorival Caymmi (1947)
- Adeus, América, Geraldo Jacques et Haroldo Barbosa (1951)
- Amaralina, Alberto Costa Andrade (1951)